# Listă de aeroporturi după codul IATA: I
Mai jos este lista de aeroporturi al căror cod IATA începe cu litera I.
Această listă este generată cu date din Wikidata și este actualizată periodic de un robot.
 Editările făcute în listă vor fi șterse la următoarea actualizare!
| Imagine | Cod IATA | Articol                                                      |
| ------- | -------- | ------------------------------------------------------------ |
|         | IAD      | Aeroportul Internațional Washington Dulles                   |
|         | ISN      | Aeroportul Sloulin Field                                     |
|         | INZ      | Aeroportul In Salah                                          |
|         | IRO      | Aeroportul Birao                                             |
|         | ISL      | Aeroportul Internațional Atatürk                             |
|         | ICC      | Aeroportul Andrés Miguel Salazar Marcano                     |
|         | IPE      | Aeroportul Ipil                                              |
|         | IRE      | Aeroportul Irece                                             |
|         | INO      | Aeroportul Inongo                                            |
|         | INL      | Aeroportul Falls                                             |
|         | ILO      | Aeroportul Iloilo                                            |
|         | IGO      | Aeroportul Chigorodó                                         |
|         | IKT      | Aeroportul Internațional Irkutsk                             |
|         | INI      | Aeroportul Niš Constantine the Great                         |
|         | ICA      | Aeroportul Icabaru                                           |
|         | ITH      | Aeroportul Regional Ithaca Tompkins                          |
|         | IMO      | Aeroportul Zemio                                             |
|         | IFA      | Aeroportul Municipal Iowa Falls                              |
|         | INK      | Aeroportul Winkler County                                    |
|         | INF      | Aeroportul In Guezzam                                        |
|         | IBB      | Aeroportul Isabela                                           |
|         | ISJ      | Aeroportul Isla Mujeres                                      |
|         | INB      | Aeroportul Independence (Belize)                             |
|         | ISC      | Aeroportul St Mary's                                         |
|         | IXM      | Aeroportul Internațional Madurai                             |
|         | IGN      | Aeroportul Maria Cristina                                    |
|         | ITA      | Aeroportul Itacoatiara                                       |
|         | IKA      | Aeroportul Internațional Imam Khomeini                       |
|         | ICI      | Aeroportul Cicia                                             |
|         | IGD      | Aeroportul Iğdır                                             |
|         | IMF      | Aeroportul Internațional Bir Tikendrajit                     |
|         | INH      | Aeroportul Inhambane                                         |
|         | IPG      | Aeroportul Ipiranga                                          |
|         | IRJ      | Aeroportul Capitán Vicente Almandos Almonacid                |
|         | IND      | Aeroportul Internațional Indianapolis                        |
|         | ITM      | Aeroportul Internațional Osaka                               |
|         | INT      | Aeroportul Smith Reynolds                                    |
|         | IDH      | Aeroportul Idaho County                                      |
|         | INA      | Aeroportul Inta                                              |
|         | ITB      | Aeroportul Itaituba                                          |
|         | IWK      | Baza aeriană Iwakuni                                         |
|         | IKI      | Aeroportul Iki                                               |
|         | ILL      | Aeroportul Municipal Willmar                                 |
|         | ISE      | Aeroportul Isparta Süleyman Demirel                          |
|         | IPC      | Aeroportul Internațional Mataveri                            |
|         | IAS      | Aeroportul Internațional Iași                                |
|         | IRC      | Aeroportul Circle City                                       |
|         | IXI      | Aeroportul Lilabari                                          |
|         | ISA      | Aeroportul Mount Isa                                         |
|         | IHR      | Aeroportul Iranshahr                                         |
|         | IGA      | Aeroportul Inagua                                            |
|         | IKB      | Aeroportul Wilkes County                                     |
|         | IXD      | Aeroportul Allahabad                                         |
|         | ILG      | Aeroportul New Castle                                        |
|         | ISB      | Aeroportul Internațional Islamabad                           |
|         | IAN      | Aeroportul Bob Baker Memorial                                |
|         | ING      | Aeroportul Lago Argentino                                    |
|         | IPT      | Aeroportul Regional Williamsport                             |
|         | ITQ      | Aeroportul Itaqui                                            |
|         | IGH      | Aeroportul Ingham                                            |
|         | IPH      | Aeroportul Sultan Azlan Shah                                 |
|         | ION      | Aeroportul Impfondo                                          |
|         | IHU      | Aeroportul Ihu                                               |
|         | IML      | Aeroportul Municipal Imperial                                |
|         | IMM      | Aeroportul Immokalee                                         |
|         | IDG      | Aeroportul Municipal Ida Grove                               |
|         | IMK      | Aeroportul Simikot                                           |
|         | IIS      | Aeroportul Nissan Island                                     |
|         | IKU      | Aeroportul Tamchy                                            |
|         | IPU      | Aeroportul Ipiau                                             |
|         | IDP      | Aeroportul Municipal Independence                            |
|         | IFP      | Aeroportul Internațional Laughlin/Bullhead                   |
|         | IRD      | Aeroportul Ishurdi                                           |
|         | IKK      | Aeroportul Greater Kankakee                                  |
|         | ILP      | Aeroportul Île des Pins                                      |
|         | IFL      | Aeroportul Innisfail                                         |
|         | INV      | Aeroportul Inverness                                         |
|         | IAM      | Aeroportul In Aménas                                         |
|         | IDB      | Aeroportul Idre                                              |
|         | IGE      | Aeroportul Tchongorove                                       |
|         | ILQ      | Aeroportul Ilo                                               |
|         | IOS      | Aeroportul Ilhéus Jorge Amado                                |
|         | ITU      | Aeroportul Iturup                                            |
|         | IJK      | Aeroportul Izhevsk                                           |
|         | IHN      | Aeroportul Qishn                                             |
|         | IMP      | Aeroportul Imperatriz                                        |
|         | ILF      | Aeroportul Ilford                                            |
|         | ILK      | Aeroportul Atsinanana                                        |
|         | IMI      | Aeroportul Ine                                               |
|         | IUE      | Aeroportul Internațional Niue                                |
|         | ILR      | Aeroportul Ilorin                                            |
|         | IRI      | Aeroportul Iringa                                            |
|         | IEG      | Aeroportul Zielona Góra                                      |
|         | ISG      | Aeroportul Ishigaki                                          |
|         | IGG      | Aeroportul Igiugig                                           |
|         | IBR      | Aeroportul Ibaraki                                           |
|         | IDR      | Aeroportul Devi Ahilyabai Holkar                             |
|         | IFO      | Aeroportul Internațional Ivano-Frankivsk                     |
|         | IOM      | Aeroportul Isle of Man                                       |
|         | IPA      | Aeroportul Ipota                                             |
|         | IWD      | Aeroportul Gogebic-Iron County                               |
|         | IDI      | Aeroportul Indiana County-Jimmy Stewart                      |
|         | ISM      | Aeroportul Kissimmee Gateway                                 |
|         | ISO      | Aeroportul regional Kingston                                 |
|         | ISP      | Aeroportul Long Island MacArthur                             |
|         | IDA      | Aeroportul Regional Idaho Falls                              |
|         | IAA      | Aeroportul Igarka                                            |
|         | IDF      | Aeroportul Idiofa                                            |
|         | IFN      | Aeroportul Internațional Isfahan                             |
|         | IMB      | Aeroportul Imbaimadai                                        |
|         | ICN      | Aeroportul Internațional Incheon                             |
|         | IKS      | Aeroportul Tiksi                                             |
|         | ISU      | Aeroportul Internațional Sulaimaniyah                        |
|         | IYK      | Aeroportul Inyokern                                          |
|         | IHC      | Aeroportul Inhaca                                            |
|         | IBP      | Aeroportul Iberia                                            |
|         | IKL      | Aeroportul Ikela                                             |
|         | ISI      | Aeroportul Isisford                                          |
|         | IVR      | Aeroportul Inverell                                          |
|         | INN      | Aeroportul Innsbruck                                         |
|         | IPN      | Aeroportul Ipatinga                                          |
|         | ISS      | Aeroportul Wiscasset                                         |
|         | IPI      | Aeroportul San Luis                                          |
|         | ILU      | Aeroportul Kilaguni                                          |
|         | ITO      | Aeroportul Internațional Hilo                                |
|         | IWS      | Aeroportul West Houston                                      |
|         | IRM      | Aeroportul igrim                                             |
|         | ILS      | Aeroportul Internațional Ilopango                            |
|         | IZO      | Aeroportul Izumo                                             |
|         | INC      | Aeroportul Yinchuan Hedong                                   |
|         | INW      | Aeroportul Regional Winslow-Lindbergh                        |
|         | IVA      | Aeroportul Ambanja                                           |
|         | IAR      | Aeroportul Tunoshna                                          |
|         | IGB      | Aeroportul Ingeniero Jacobacci                               |
|         | ILY      | Aeroportul Islay                                             |
|         | IGT      | Aeroportul Magas                                             |
|         | ILM      | Aeroportul Internațional Wilmington                          |
|         | IRA      | Aeroportul Kirakira                                          |
|         | IXP      | Aeroportul Pathankot                                         |
|         | IZT      | Aeroportul Ixtepec                                           |
|         | ISQ      | Aeroportul Schoolcraft County                                |
|         | IZA      | Aeroportul Regional Zona da Mata                             |
|         | IRK      | Aeroportul Regional Kirksville                               |
|         | ITR      | Aeroportul Itumbiara                                         |
|         | IWA      | Aeroportul Ivanovo Yuzhny                                    |
|         | ISK      | Aeroportul Ozar                                              |
|         | IBA      | Aeroportul Ibadan                                            |
|         | IAO      | Aeroportul Sayak                                             |
|         | IDO      | Aeroportul Santa Isabel Do Morro                             |
|         | IXA      | Aeroportul Agartala                                          |
|         | IEJ      | Aeroportul Iejima                                            |
|         | IRZ      | Aeroportul Tapuruquara                                       |
|         | IOW      | Aeroportul Municipal Iowa City                               |
|         | IBZ      | Aeroportul Ibiza                                             |
|         | IGU      | Aeroportul Internațional Foz do Iguaçu                       |
|         | IQQ      | Aeroportul Internațional Diego Aracena                       |
|         | IQT      | Aeroportul Internațional Crnl. FAP Francisco Secada Vignetta |
|         | IWJ      | Aeroportul Iwami                                             |
|         | IXY      | Aeroportul Kandla                                            |
|         | IAG      | Aeroportul Niagara Falls                                     |
|         | IST ISL  | Aeroportul Istanbul                                          |
|         | IXG      | Aeroportul Belgaum                                           |
|         | IPL      | Aeroportul Imperial County                                   |
|         | IXH      | Aeroportul Kailashahar                                       |
|         | IVC      | Aeroportul Invercargill                                      |
|         | IXR      | Aeroportul Birsa Munda                                       |
|         | IXL      | Aeroportul Kushok Bakula Rimpochee                           |
|         | ICT      | Aeroportul Național Wichita Dwight D. Eisenhower             |
|         | IFJ      | Aeroportul Ísafjörður                                        |
|         | ILZ      | Aeroportul Žilina                                            |
|         | IVL      | Aeroportul Ivalo                                             |
|         | IDK      | Aeroportul Indulkana                                         |
|         | IXJ      | Aeroportul Jammu                                             |
|         | IGR      | Aeroportul Internațional Cataratas del Iguazú                |
|         | IXQ      | Aeroportul Kamalpur                                          |
|         | IHO      | Aeroportul Ihosy                                             |
|         | IMQ      | Aeroportul Internațional Maku                                |
|         | INJ      | Aeroportul Injune                                            |
|         | IRG      | Aeroportul Lockhart River                                    |
|         | IXW      | Aeroportul Sonari                                            |
|         | IRP      | Aeroportul Matari                                            |
|         | IXC      | Aeroportul Chandigarh                                        |
|         | IUS      | Aeroportul Inus                                              |
|         | IIL      | Aeroportul Ilam                                              |
|         | INU      | Aeroportul Internațional Nauru                               |
|         | IOA      | Aeroportul Național Ioannina                                 |
|         | IBE      | Aeroportul Perales                                           |
|         | ILI      | Aeroportul Iliamna                                           |
|         | IQN      | Aeroportul Qingyang                                          |
|         | IQM      | Aeroportul Qiemo Yudu                                        |
|         | IPZ      | Aeroportul Pérez Zeledón                                     |
|         | ISW      | Aeroportul South Wood County                                 |
|         | IXK      | Aeroportul Keshod                                            |
|         | IRS      | Aeroportul Municipal Kirsch                                  |
|         | IGM      | Aeroportul Kingman                                           |
|         | IHA      | Aeroportul Niijima                                           |
|         | ILD      | Aeroportul Lleida-Alguaire                                   |
|         | IXE      | Aeroportul Mangaluru                                         |
|         | IXN      | Aeroportul Khowai                                            |
|         | IXS      | Aeroportul Silchar                                           |
|         | IXV      | Aeroportul Along                                             |
|         | IXZ      | Aeroportul Internațional Veer Savarkar                       |
|         | IAH      | Aeroportul George Bush Intercontinental                      |
|         | IXX      | Aeroportul Bidar                                             |
|         | IZL      | Aeroportul Izmail                                            |
|         | IXT      | Aeroportul Pasighat                                          |
|         | IEV      | Aeroportul Internațional Kyiv Zhuliany                       |
|         | IJU      | Aeroportul Ijuí                                              |
|         | IXB      | Aeroportul Bagdogra                                          |
|         | IXU      | Aeroportul Chatrapati Sambhajinagar                          |
|         | IBL      | Aeroportul Indigo Bay Lodge                                  |
|         | ICY      | Aeroportul Icy Bay                                           |
|         | ICR      | Aeroportul Nicaro                                            |
|         | IJX      | Aeroportul Municipal Jacksonville                            |
|         | ICK      | Aeroportul Majoor Henk Fernandes                             |